# フェイス・レーヘン
フェイス・レーヘンは、テレビドラマ『バフィー 〜恋する十字架〜』および『エンジェル』に登場する架空の人物。正義の立場にありながら、悪へと引きずられるバンパイア・スレイヤー。テレビドラマではエリザ・ドゥシュクが演じた。日本語吹替えは湯屋敦子。

## 解説

### バフィー 〜恋する十字架〜

#### 第3シーズン
初登場は第3話の『信念、希望、そして策略』。バンパイアのカキストスとトリックに追われるスレイヤーとして登場する。最初はバフィーの味方だったが、シーズン中盤の助役殺しをきっかけに、バフィーと敵対していた市長の側につく。市長とは援助交際のような間柄で、高額なプレゼントを貰う代わり、バフィーたちの情報を市長側に流していた。フェイスが石弓でエンジェルを狙撃したことをきっかけにバフィーと死闘を行い、敗れる。

#### 第4シーズン
昏睡状態からさめたフェイスは、メッセンジャーの悪魔から市長からのプレゼントを受け取る。その後再びバフィーを襲い、市長からのプレゼントを使った入れ替わりの術でバフィーの体を乗っ取ったあと、バフィーが通う大学に現れ、ライリーを誘惑する、スパイクに色目を使う、椅子に品のない格好で座り、テーブルに足を乗せるなどの行動をとる。フェイスがタラの吃音癖をからかったことから、バフィーとは面識のなかったタラが入れ替わりに気づく。その後、バンパイアが大学構内の教会を占拠する事件が発生、フェイスはバフィーの体のままバンパイアたちと戦う。そして体をバフィーに返す。

### エンジェル
スピンオフ作品「エンジェル」では、当時エンジェルと敵対関係にあった弁護士事務所の刺客として登場する。だが、エンジェルは彼女の凶暴な性格の裏に自殺願望があることを見抜く（彼女はエンジェルを襲ったとき、「私は悪い子。殺して」と叫び、泣き崩れた）。この事件のあとフェイスは更生し、第7シーズンでバフィーとともにバンパイアと戦うことになる。

### 『Buffy the Vampire Slayer』第8シーズン
ジャイルズの頼みで外道スレイヤー一味である「Evil Slayer Club」に潜入するが、クラブのウォッチャーであるロダンに拉致されたバフィーと乱闘になる。その後、謎の囁き声に引きずられバフィーを溺死させようと画策する。